# Louis P. Kriens
Lodewijk Pieter (Louis P.) Kriens (Den Haag, 9 juni 1858 – Breda, 2 april 1925) was een Nederlands violist, dirigent en componist.
Hij was zoon van bode Teunis Johannes Kriens en Anna Everdina van Honstede. Hij was broer van musicus Christiaan Pieter Willem Kriens, die furore maakte in Haarlem. Hijzelf was getrouwd met Maria Magdalena Wilhelmina Sterkenburg. Dochter Marie bespeelde viool, zoon Louis altviool en zoon Leo was cellist.
Lodewijk kreeg zijn muziekopleiding aan de Muziekschool in Den Haag. Hij verbond zich in 1884 als violist en later kapelmeester/dirigent aan de Koninklijke Militaire Kapel van François Dunkler jr., later overgaand in het Stedelijk Orkest Breda en in 1922 opgeheven. Ondertussen bleef hij optreden als solist. In 1887 gaf hij leiding aan de 50e verjaardag van het orkest Vlijt en Volharding in Breda, waarbij een tiental orkesten een hommage brachten.
Hij componeerde ook een aantal werken zoals ouvertures, marsen (voor symfonie-, harmonieorkest en piano). en enkele werkjes voor piano. Een door hem geschreven kleppermars uit 1908 werd in 2014 nog aangehaald in een krantenartikel over Koninginnedag in 2014. Daarbij zat ook gelegenheidsmuziek zoals Nassau-Oranje voor militair orkest ter gelegenheid van een bezoek van koningin Wilhelmina der Nederlanden en haar man Prins Hendrik aan Breda in 1905 en de Burgemeester van Lanschot-mars voor de installatie van Eppo Paul van Lanschot als burgemeester van Breda in 1907. 